# Henry Caruso
Henry Caruso (Burlingame, 1º luglio 1995) è un cestista e allenatore di pallacanestro statunitense.

## Palmarès
- Coppa d'Olanda: 1

Donar Groningen: 2022